# Campionati del mondo di ciclismo su pista 2021 - Corsa a eliminazione femminile
La gara di corsa a eliminazione femminile ai campionati del mondo di ciclismo su pista si svolse il 21 ottobre 2021.

## Podio
| Pos.    | Atleta              | Nazionalità |
| ------- | ------------------- | ----------- |
| Oro     | Letizia Paternoster | Italia      |
| Argento | Lotte Kopecky       | Belgio      |
| Bronzo  | Jennifer Valente    | Stati Uniti |

## Risultati
| Posizione | Atleta              | Nazione               |
| --------- | ------------------- | --------------------- |
| 1         | Letizia Paternoster | Italia                |
| 2         | Lotte Kopecky       | Belgio                |
| 3         | Jennifer Valente    | Stati Uniti           |
| 4         | Marija Novolodskaja | Fed. Ciclistica Russa |
| 5         | Olivija Baleišytė   | Lituania              |
| 6         | Aksana Salaŭjeva    | Bielorussia           |
| 7         | Valentine Fortin    | Francia               |
| 8         | Michelle Andres     | Svizzera              |
| 9         | Eukene Larrarte     | Spagna                |
| 10        | Rïnata Sultanova    | Kazakistan            |
| 11        | Lina Rojas          | Colombia              |
| 12        | Alžbeta Bačíková    | Slovacchia            |
| 13        | Yumi Kajihara       | Giappone              |
| 14        | Ksenija Fedotova    | Ucraina               |
| 15        | Nikol Płosaj        | Polonia               |
| 16        | Ella Barnwell       | Gran Bretagna         |
| 17        | Anita Stenberg      | Norvegia              |
| 18        | Yareli Acevedo      | Messico               |
| 19        | Petra Ševčíková     | Rep. Ceca             |
| 20        | Sarah Van Dam       | Canada                |
| 21        | Tawakalt Yekeen     | Nigeria               |
| NP        | Maria Martins       | Portogallo            |